# Бобиков, Константин Савельевич
Константин Савельевич Бобиков (1906—1976) — дояр колхоза имени Ленина Чадыр-Лунгского района Молдавской ССР, Герой Социалистического Труда (22.03.1966).

## Биография
Родился 19 декабря 1906 года в с. Твардица, ныне Чадыр-Лунгский район.
В 1952—1967 гг. работал дояром в колхозе им. Ленина Чадыр-Лунгского района. Стабильно добивался высоких надоев молока по своей группе. В 1960—1966 гг. в среднем за семь лет получил по 3198 килограммов молока от коровы.
С 1967 г. на пенсии.
Участник ВДНХ СССР и ВДНХ МССР.
Награжден 2 орденами Ленина, орденом Трудового Красного Знамени.
Умер 20 января 1976 г. в с. Твардица.